# بی‌یواف
بی‌یواف (انگلیسی: BUF) شرکت فیلم‌سازی فرانسوی است، که در سال ۱۹۸۴ تأسیس شد.